# Jelcz L090M
Jelcz L090M – autobus lokalny i szkolny oferowany w latach 1999 - 2006 przez firmę Jelcz w Jelczu-Laskowicach.

## Historia modelu
Model ten zaprezentowany został po raz pierwszy w 1999 roku. Autobus zbudowany został na kompletnym podwoziu samochodu ciężarowego Star 12.155 wyposażonego w silnik Diesla MAN D0824LFL09 o mocy 155 KM. Nadwozie pojazdu zostało stylistycznie w maksymalnym stopniu zunifikowane z modelem T120. Ze względu na zamontowanie silnika na zwisie przednim przednie drzwi umiejscowione zostały bliżej środka bocznej ściany. Przednia oś zawieszona została na resorach parabolicznych z dwoma amortyzatorami, natomiast tylna oś napędowa na półresorach i miechach pneumatycznych. Obok wersji szkolnej (układ drzwi 0-2-0) oferowana była wersja lokalna, mogąca również pełnić funkcje autobusu miejskiego (układ drzwi 0-2-2). W tej kompletacji model ten nie uzyskał popularności ostatnie egzemplarze zostały dostarczone odbiorcom w 2000 roku. W tym samym roku dotychczas oferowane drzwi zostały zastąpione przez nowe jednopłatowe (układ drzwi 0-1-0).  

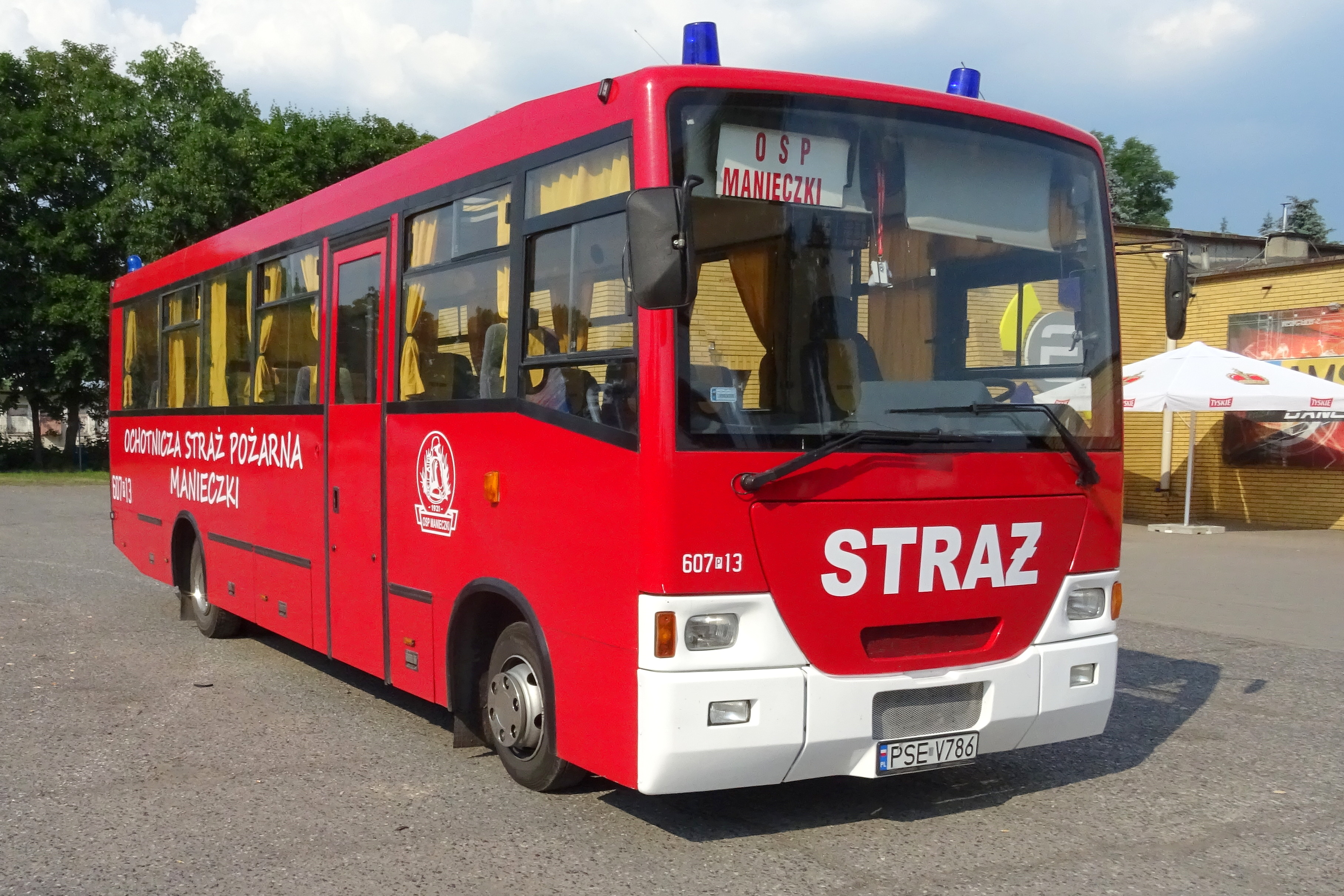
Autobus zmodernizowany

W 2004 roku autobus ten doczekał się pierwszej modernizacji. Zastosowano nowe podwozie MAN L70 stosowane w samochodzie ciężarowym Star 12.185 wyposażone w silnik MAN D0834LF03 o mocy 179 KM spełniający normę czystości spalin Euro 3. Ze względu na długość podwozia zmodernizowany L090M został przedłużony o 75 mm. W nadwoziu wprowadzono nowe nadkola oraz zastosowano nowe mniejsze lampy przednie. Zmodernizowany autobus oferowany był jedynie w wersji szkolnej o układzie drzwi 0-1-0. 
Model ten zniknął z oferty producenta we wrześniu 2006 roku.
Jeden egzemplarz, będący w posiadaniu Galicyjskiego Stowarzyszenia Miłośników Komunikacji, został wpisany do Wojewódzkiej Ewidencji Zabytków Wojewódzkiego Urzędu Ochrony Zabytków w Krakowie 12 października 2010 roku. Autobus ten otrzymał żółte tablice rejestracyjne z numerem KN 051.